# Джандарбекова, Шолпан Исабековна
Шолпа́н Исабе́ковна Джандарбе́кова (каз. Шолпан Исабекқызы Жандарбекова; 1922—2005) — казахская, советская актриса, педагог. Народная артистка СССР (1982).

## Биография
Родилась 1 января 1922 (по другим источникам — 2 января 1923 года) в ауле Милыбулак (ныне — Каркаралинский район Карагандинской области, Казахстан). Происходит из рода каракесек племени аргын.
В 1942 году окончила театрально-художественное училище в Алма-Ате.
С 1941 года — актриса Казахского театра драмы им. М. Ауэзова (Алма-Ата), где проработала до конца жизни. Сыграла более 200 ролей.
С 1968 года занималась педагогической деятельностью. С 1978 года преподавала предмет «Мастерство актёра» в Казахской национальной академии искусств им. Т. Жургенова, тем самым внесла немалый вклад в дело подготовки будущих артистов театра. Профессор (1982).
Снималась в кино. Работала с кинорежиссёром Ш. Аймановым.
В течение 17-ти лет была председателем местного комитета в своём театре, на протяжении 10-ти лет вела военно-шефскую работу в Алматинской области, дважды избиралась депутатом Верховного Совета Казахской ССР.
Умерла 14 сентября 2005 года в Алма-Ате. Похоронена на Кенсайском кладбище.

### Семья
- Муж — Джандарбеков Курманбек (1904—1973), актёр театра и кино, режиссёр, певец. Народный артист Казахской ССР (1936).
- Дочери Актоты и Бота, сын Аккозы (1951—2005).

## Награды и звания
- Заслуженная артистка Казахской ССР (1945)
- Народная артистка Казахской ССР (1959)[1]
- Народная артистка СССР (1982)
- Государственная премия Казахской ССР (1980) — за роль Ажар в пьесе «Сильнее смерти» С. Жунусова
- Два ордена Трудового Красного Знамени (в том числе 1959)[4]
- Орден Отан (2005)
- Медаль «За трудовое отличие» (1946)[5]
- 4 Почётных грамоты Верховного Совета Казахской ССР.

## Творчество

### Роли в театре
- «В час испытаний» М. Ауэзова — Раш
- «Ахан-серэ — Актокты» Г. Мусрепова — Актокты
- «Козы Корпеш — Баян сулу» Г. Мусрепова — Баян, Маклал
- «Енлик — Кебек» М. Ауэзова — Енлик
- «Каракипчак Кобланды» М. Ауэзова — Куртка
- «Абай» М. Ауэзова — Тогжан
- «Айман-Шолпан» М. Ауэзова — Шолпан
- «Зарница» М. Ауэзова — Жузтайлак
- «Алдар-Косе» Ш. Хусаинова — Карашаш
- «Трудные судьбы» Ш. Хусаинова — Рәуәш
- «Клятва» Т. Ахтанова — Фатима-ханум
- «Буран» Т. Ахтанова — Жаныл
- «Легенда о любви» Н. Хикмета — Ширин
- «Сильнее смерти» С. Жунусова — Ажар
- «Дружба и любовь» А. Абишева — Шекер
- «Волчонок под шапкой» К. Мухамеджанова — Марфуга
- «Сваха приехала» К. Мухамеджанова
- «На чужбине» К. Мухамеджанова — Ева Бройер
- «Майра» А. Тажибаева — Үрия
- «Парторг» К. Мукашева — Жамал
- «Таланты и поклонники» А. Островского — Негина
- «Скупой» Мольера — Марианна
- «Правда хорошо, а счастье лучше» А. Островского — Фелицата
- «Без вины виноватые» А. Островского — Кручинина
- «Отелло» У. Шекспира — Дездемона
- «Ричард III» У. Шекспира — Елизавета
- «Зависть» А. Абишева — Салхия
- «Любовь на рассвете» Я. Галана — девочка Параська
- «Восхождение на Фудзияму» Ч. Айтматова и К. Мухамеджанова — Алмагул
- «Шығыстағы бір бейбағында» М.Каорудың — Кей

### Фильмография
- 1945 — Путь Абая — Магиш
- 1954 — Дочь степей — Зияда
- 1954 — Поэма о любви — Баян Сулу
- 1962 — Перекрёсток — актриса-симулянтка, вызвавшая «Скорую помощь»
- 1962 — Сплав — Зура

## Память
- В 2013 году в Алма-Ате, на доме № 42 по улице Жамбыла, где жила актриса, в её честь открыта мемориальная доска[6].